# Red de drenaje

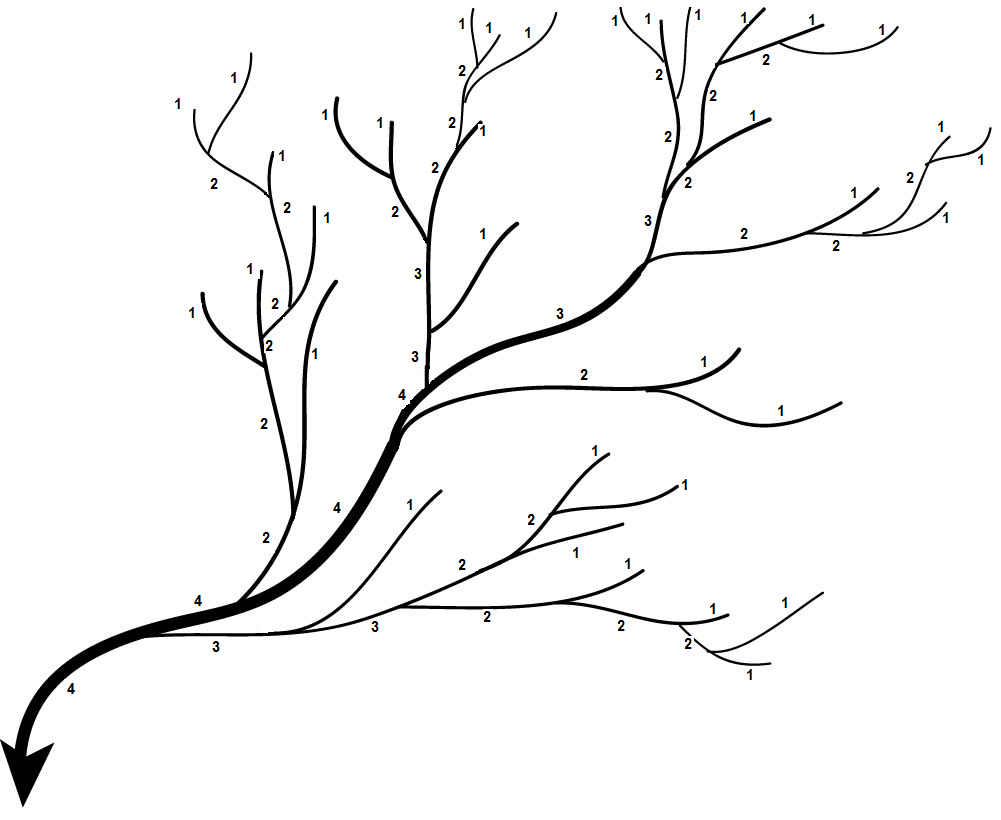
Patrón de drenaje dendrítico. Se ha identificado el orden en la red de drenaje de los afluentes, según el modelo ideado por Arthur Newell Strahler

En geomorfología, la red de drenaje se refiere a la red natural de transporte gravitacional de agua, sedimento o contaminantes, formada por ríos, lagos y flujos subterráneos, los cuales son alimentados por la lluvia o la nieve fundida. La mayor parte de esta agua no cae directamente en los cauces fluviales y los lagos, sino que se infiltra en el suelo (capa superior no consolidada del terreno) y desde este se filtra al canal fluvial (escorrentía) y constituye arroyos.
Los patrones o geometrías de las redes de drenaje son el resultado no solo de la dinámica fluvial sino también de la resistencia a la erosión y disposición de las diferentes litologías del terreno y del ordenamiento de las estructuras de deformación tectónica de la superficie terrestre (diaclasas, fallas y pliegues).

## Divisorias
Las divisorias de drenaje son los límites naturales entre distintas (sub) cuencas hidrográficas. Se han usado históricamente para determinar fronteras territoriales. Cuando las cumbres del relieve o divisorias de drenaje separan cuencas pertenecientes a vertientes diferentes, se les llama divisoria de vertientes. Y cuando la lluvia cae en laderas opuestas de una divisoria de drenaje, fluye en direcciones diferentes hacia valles separados, al menos en un principio, ya que se da el caso muy frecuente que ambos ríos se unan posteriormente a un río mayor.
El área limitada por una divisoria de drenaje se llama cuenca de drenaje o cuenca hidrográfica y representa todo el territorio drenado por un curso fluvial o un río.
El espacio intermedio entre dos vaguadas (o talweg) de dos cuencas hidrográficas contiguas se llama interfluvio.

## Tipos de drenaje
Puede ser de distintos tipos:

### Drenaje dendrítico
Viene a formar una mano extendida, siendo equivalentes los afluentes del río principal, a cada uno de los dedos de la mano. Es el tipo de drenaje fluvial más común que existe. En España, tienen un drenaje perfectamente dendrítico los ríos Duero y Ebro, entre muchos otros. La palabra dendrítico procede del griego dendron, que significa árbol, debido a la semejanza que este tipo de drenaje tiene con un árbol y sus ramas, las cuales forman sus tributarios o afluentes...

### Orden de la red de drenaje natural
Ríos y riachos en las cuencas hidrográficas son clasificados de acuerdo con su orden. A cada nivel de curso de agua es atribuido un número de orden. Los ríos de primer orden son menores y están situados en las regiones de nacientes (no presentan tributarios aguas arriba). Dos ríos de primer orden se combinan para
formar un río de segundo orden. El río de tercer orden resulta de la confluencia de dos ríos de segundo orden y así sucesivamente.

### Drenaje paralelo
Se da en regiones de pendiente uniforme como llanuras, mesetas de piedemonte, depresiones o altiplanos y también en regiones donde actuaron las glaciaciones continentales. El drenaje paralelo se presenta de preferencia entre los afluentes de la margen izquierda del río principal (en el hemisferio norte), que sólo se unen a dicho río después de recorrer parte de su curso muy cerca del mismo. Es un signo o rasgo típico en los ríos tipo Yazoo, estudiado en numerosos trabajos que explican las características de la asimetría fluvial. El origen de este patrón de drenaje está en el movimiento de rotación de la Tierra: el drenaje de ríos paralelos a la izquierda del río principal se debe a que son ríos de baja energía, porque van en contra de la dirección del movimiento de rotación que es de oeste a este, como sucede por ejemplo, con los afluentes por la izquierda del río Misuri y también del Misisipi por la izquierda, donde se encuentra el Yazoo que ha servido como modelo de este tipo de ríos. En el hemisferio sur, los ríos que desembocan después de recorrer grandes distancias cerca del río principal son los afluentes por la derecha. Sin embargo, esta idea tiene que ser matizada, ya que no siemmpre sucede así. El acercamiento de un río tipo Yazoo al río principal y su desembocadura en forma de ángulo agudo se deben al movimiento de rotación terrestre. Este comportamiento de los ríos se debe, como ya hemos visto, al movimiento de rotación terrestre, que empuja las aguas en el cauce de un río hacia la ribera izquierda, es decir, hacia el este, tanto en el hemisferio Norte como en el Sur. Pero esta especie de regla tiene excepciones a medida que avanzamos en latitud, porque va disminuyendo la desviación de las aguas del cauce hacia la izquierda por la progresiva disminución de la fuerza centrífuga del movimiento de rotación, mientras que aumenta considerablemente el aumento de la fuerza centrípeta de este movimiento, por la diminución del eje terrestre a medida que avanzamos en latitud, avanzando hacia los polos (donde esa fuerza es máxima). Tal vez esta idea podría explicar, al menos en parte, las inundaciones del río Paraná por su margen derecha antes de su desembocadura.

### Drenaje en bayoneta
El drenaje en bayoneta se presenta en las regiones de relieves plegados y erosionados.

### Drenaje radial
Es típico de las zonas volcánicas.

### Otros tipos de drenaje
- Drenaje concéntrico, en los anticlinales y sinclinales muy erosionados.
- Drenaje subterráneo, en las zonas de modelado cárstico.
- Drenaje impedido, en las zonas bajas de muy difícil drenaje.